# Перепис населення Латвії (1930)
Перепис населення Латвії (1930) — третій загальний перепис населення в Латвійській Республіці, проведений 1930 року. Згідно з переписом в країні проживало 1 900 045 осіб; з них 1 394 957 осіб (73,42%) були латишами. Населення було переважно християнським (94,31%), панівною конфесією було лютеранство (55,68%).

## Національний склад
За переписом 1930 року в Латвії було зареєстровано 49 національностей. Основну масу населення становили латиші (73,42%). Найбільшою національною меншиною були росіяни (10,62%). Іншими чисельними національними меншинами, що історично проживали на латвійських землях, були євреї (4,97%), німці (3,68%), поляки (3,12%), білоруси (1,90%), литовці (1,36%). Частка українців була незначною — 0.09%.
| Національність | Осіб      | %     | · Латиші (73.42%) Росіяни (10.62%) Євреї (4.97%) Німці (3.68%) Поляки (3.12%) Білоруси (1.90%) Литовці (1.36%) Естонці (0.41%) Українці (0.09%) |
| Латиші         | 1 394 957 | 73.42 | · Латиші (73.42%) Росіяни (10.62%) Євреї (4.97%) Німці (3.68%) Поляки (3.12%) Білоруси (1.90%) Литовці (1.36%) Естонці (0.41%) Українці (0.09%) |
| Росіяни        | 201 778   | 10.62 | · Латиші (73.42%) Росіяни (10.62%) Євреї (4.97%) Німці (3.68%) Поляки (3.12%) Білоруси (1.90%) Литовці (1.36%) Естонці (0.41%) Українці (0.09%) |
| Євреї          | 94 388    | 4.97  | · Латиші (73.42%) Росіяни (10.62%) Євреї (4.97%) Німці (3.68%) Поляки (3.12%) Білоруси (1.90%) Литовці (1.36%) Естонці (0.41%) Українці (0.09%) |
| Німці          | 69 855    | 3.68  | · Латиші (73.42%) Росіяни (10.62%) Євреї (4.97%) Німці (3.68%) Поляки (3.12%) Білоруси (1.90%) Литовці (1.36%) Естонці (0.41%) Українці (0.09%) |
| Поляки         | 59 374    | 3.12  | · Латиші (73.42%) Росіяни (10.62%) Євреї (4.97%) Німці (3.68%) Поляки (3.12%) Білоруси (1.90%) Литовці (1.36%) Естонці (0.41%) Українці (0.09%) |
| Білоруси       | 36 029    | 1.90  | · Латиші (73.42%) Росіяни (10.62%) Євреї (4.97%) Німці (3.68%) Поляки (3.12%) Білоруси (1.90%) Литовці (1.36%) Естонці (0.41%) Українці (0.09%) |
| Литовці        | 25 885    | 1.36  | · Латиші (73.42%) Росіяни (10.62%) Євреї (4.97%) Німці (3.68%) Поляки (3.12%) Білоруси (1.90%) Литовці (1.36%) Естонці (0.41%) Українці (0.09%) |
| Естонці        | 7708      | 0.41  | · Латиші (73.42%) Росіяни (10.62%) Євреї (4.97%) Німці (3.68%) Поляки (3.12%) Білоруси (1.90%) Литовці (1.36%) Естонці (0.41%) Українці (0.09%) |
| Цигани         | 3217      | 0.17  | · Латиші (73.42%) Росіяни (10.62%) Євреї (4.97%) Німці (3.68%) Поляки (3.12%) Білоруси (1.90%) Литовці (1.36%) Естонці (0.41%) Українці (0.09%) |
| Українці       | 1629      | 0.09  | · Латиші (73.42%) Росіяни (10.62%) Євреї (4.97%) Німці (3.68%) Поляки (3.12%) Білоруси (1.90%) Литовці (1.36%) Естонці (0.41%) Українці (0.09%) |
| Ліви           | 962       | 0.05  | · Латиші (73.42%) Росіяни (10.62%) Євреї (4.97%) Німці (3.68%) Поляки (3.12%) Білоруси (1.90%) Литовці (1.36%) Естонці (0.41%) Українці (0.09%) |
| Британці       | 462       | 0.02  | · Латиші (73.42%) Росіяни (10.62%) Євреї (4.97%) Німці (3.68%) Поляки (3.12%) Білоруси (1.90%) Литовці (1.36%) Естонці (0.41%) Українці (0.09%) |
| Данці          | 364       | 0.02  | · Латиші (73.42%) Росіяни (10.62%) Євреї (4.97%) Німці (3.68%) Поляки (3.12%) Білоруси (1.90%) Литовці (1.36%) Естонці (0.41%) Українці (0.09%) |
| Шведи          | 324       | 0.02  | · Латиші (73.42%) Росіяни (10.62%) Євреї (4.97%) Німці (3.68%) Поляки (3.12%) Білоруси (1.90%) Литовці (1.36%) Естонці (0.41%) Українці (0.09%) |
| Французи       | 211       | 0.01  | |
| Чехи і словаки | 210       | 0.01  | |
| Фіни           | 166       | 0.01  | |
| Норвежці       | 101       | 0.01  | |
| Греки          | 100       | 0.01  | |
| Голландці      | 98        | 0.01  | |
| Татари         | 43        | 0.00  | |
| Вірмени        | 79        | 0.00  | |
| Угорці         | 74        | 0.00  | |
| Італійці       | 56        | 0.00  | |
| Турки          | 39        | 0.00  | |
| Грузини        | 28        | 0.00  | |
| Румуни         | 11        | 0.00  | |
| Серби          | 17        | 0.00  | |
| Японці         | 15        | 0.00  | |
| Перси          | 11        | 0.00  | |
| Іспанці        | 9         | 0.00  | |
| Болгари        | 6         | 0.00  | |
| Осетини        | 4         | 0.00  | |
| Ірландці       | 2         | 0.00  | |
| Китайці        | 1         | 0.00  | |
| Невідомо       | 1505      | 0.08  | |
| Загалом        | 1 900 045 | 100   | |

## Релігійний склад
За переписом 1930 року Латвія була переважно християнською країною. 94,31% населення становили християни. Найбільшими конфесіями були лютеранство (55,68%) та католицизм (32,62%). Серед нехристиянських релігій найбільше послідовників мав юдаїзм (4,93%).
| Конфесія         | Віряни    | %     | · Лютерани (55.68%) Римо-католики (23.69%) Греко-католики (8.93%) Старообрядці (5.09%) Юдеї (4.93%) |
| Лютерани         | 1 057 877 | 55.68 | · Лютерани (55.68%) Римо-католики (23.69%) Греко-католики (8.93%) Старообрядці (5.09%) Юдеї (4.93%) |
| Римо-католики    | 450 210   | 23.69 | · Лютерани (55.68%) Римо-католики (23.69%) Греко-католики (8.93%) Старообрядці (5.09%) Юдеї (4.93%) |
| Греко-католики   | 169 625   | 8.93  | · Лютерани (55.68%) Римо-католики (23.69%) Греко-католики (8.93%) Старообрядці (5.09%) Юдеї (4.93%) |
| Старообрядці     | 96 802    | 5.09  | · Лютерани (55.68%) Римо-католики (23.69%) Греко-католики (8.93%) Старообрядці (5.09%) Юдеї (4.93%) |
| Юдеї             | 93 741    | 4.93  | · Лютерани (55.68%) Римо-католики (23.69%) Греко-католики (8.93%) Старообрядці (5.09%) Юдеї (4.93%) |
| Інші протестанти | 17 069    | 0.90  | · Лютерани (55.68%) Римо-католики (23.69%) Греко-католики (8.93%) Старообрядці (5.09%) Юдеї (4.93%) |
| Інші християни   | 297       | 0.02  | · Лютерани (55.68%) Римо-католики (23.69%) Греко-католики (8.93%) Старообрядці (5.09%) Юдеї (4.93%) |
| Інші нехристияни | 255       | 0.01  | · Лютерани (55.68%) Римо-католики (23.69%) Греко-католики (8.93%) Старообрядці (5.09%) Юдеї (4.93%) |
| Не визначилися   | 14 169    | 0.75  | · Лютерани (55.68%) Римо-католики (23.69%) Греко-католики (8.93%) Старообрядці (5.09%) Юдеї (4.93%) |
| Загалом          | 1 900 045 | 100   | · Лютерани (55.68%) Римо-католики (23.69%) Греко-католики (8.93%) Старообрядці (5.09%) Юдеї (4.93%) |